# 圣公会圣腓力堂 (查尔斯顿)
圣公会圣腓力堂（St. Philip's Episcopal Church）是一座历史悠久的美国圣公会教堂，在查尔斯顿 (南卡罗来纳州)的法国区。 其国家历史地标介绍说：“这座砖砌教堂建于1836年（尖顶在1850年完成），其有气势的塔楼设计，来自雷恩-吉布斯传统。三个塔司干柱廊的设计使建筑物具有最高品质和精密性”。1973年11月7日，它被列入国家史迹名录并列为国家历史地标。
。圣腓力堂仍然是圣公会南卡罗来纳教区一个活跃的堂区。

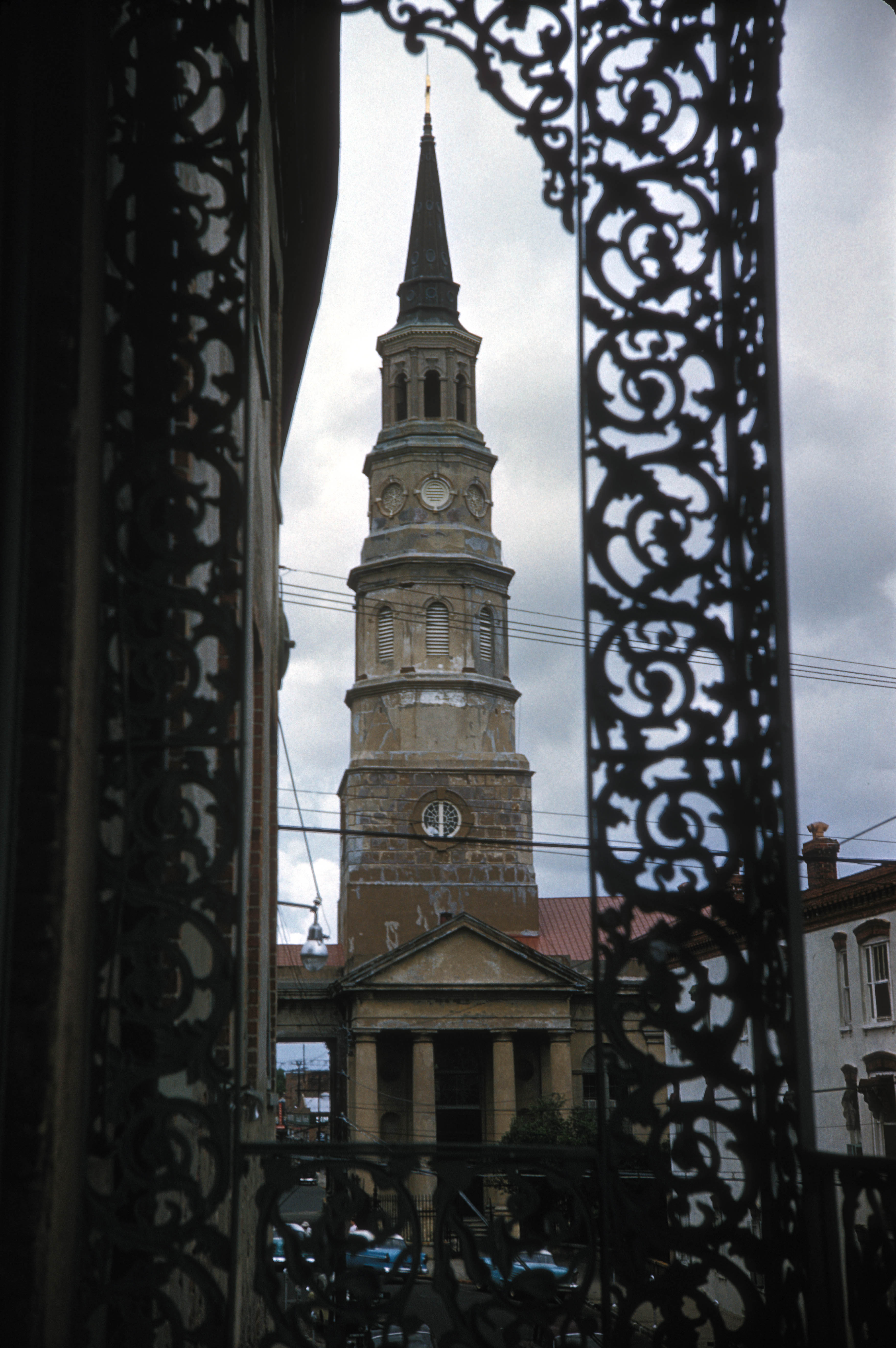
尖顶

圣腓力堂成立于1681年，是南卡罗来纳州最古老的宗教堂会。第一座教堂为木建筑，建于1680年到1681年，在宽街与会议街路口，今圣公会圣米迦勒堂处。1710年它毁于飓风，新堂改建于几个街区之外的教堂街，1723年建成。1835年毁于大火。同年建造目前的教堂，次年建成。1848年和1850年之间增加了尖顶。